# Llista de Creus de Sant Jordi/1997

#### Persones
Informació actualitzada per un bot. Els canvis manuals es perdran quan s'actualitzi!
| Persona                             | Wikidata  | Descripció                                                           | Ocupació                                                                                       | Imatge |
| ----------------------------------- | --------- | -------------------------------------------------------------------- | ---------------------------------------------------------------------------------------------- | ------ |
| Víctor Mora i Pujadas               | Q552433   | escriptor i guionista de còmics                                      | guionista de còmics escriptor dissenyador de personatges traductor periodista editor guionista |        |
| Marta Pessarrodona i Artigues       | Q724063   | escriptora catalana                                                  | poeta escriptor crític literari                                                                |        |
| Josep Maria Benet i Jornet          | Q1008502  | dramaturg català                                                     | dramaturg guionista escriptor                                                                  |        |
| Ramon Margalef i López              | Q1366988  | Ecòleg, limnòleg i oceanògraf català                                 | biòleg aquàtic limnòleg ecòleg professor d'universitat oceanògraf escriptor biòleg botànic     |        |
| Joan Veny i Clar                    | Q3179626  | Dialectòleg mallorquí                                                | lingüista dialectòleg professor d'universitat                                                  |        |
| Jordi Nadal i Oller                 | Q3183753  | historiador i economista                                             | historiador economista professor d'universitat escriptor                                       |        |
| Marta Mata i Garriga                | Q3398832  | educadora i política catalana                                        | pedagog polític escriptor de literatura infantil                                               |        |
| Vicent Ventura i Beltran            | Q3556917  | polític i periodista valencià                                        | polític                                                                                        |        |
| Giuseppe Tavani                     | Q3771510  | filòleg italià                                                       | filòleg traductor romanista professor d'universitat                                            |        |
| Ramon Xirau i Subias                | Q4893008  | poeta i filòsof catalano-mexicà                                      | poeta filòsof escriptor crític literari                                                        |        |
| Miquel Querol i Gavaldà             | Q6014993  | compositor i músic català                                            | compositor musicòleg catedràtic                                                                |        |
| Agustí Altisent Altisent            | Q8191918  | historiador i monjo català                                           | historiador escriptor arxiver                                                                  |        |
| Gerard Vergés i Príncep             | Q8963876  | doctor en farmàcia, professor universitari, poeta i assagista català | farmacèutic escriptor assagista traductor poeta                                                |        |
| Júlia Coromines i Vigneaux          | Q9016932  | metgessa i psicoanalista catalana                                    | metge psiquiatre psicòleg                                                                      |        |
| Andrés Costafreda Montoliu          | Q10862501 |                                                                      | empresari                                                                                      |        |
| José María Martín Patino            | Q11041415 |                                                                      | sacerdot catòlic                                                                               |        |
| Anthony Bonner                      | Q11905710 | Historiador de la literatura                                         | historiador de la literatura lul·lista traductor                                               |        |
| Bob de Nijs                         | Q11909532 |                                                                      | filòleg                                                                                        |        |
| Hans Meinke                         | Q11925213 | editor mallorquí                                                     | editor                                                                                         |        |
| Joan Francesc de Lasa i Casamitjana | Q11927713 |                                                                      | historiador director de cinema                                                                 |        |
| Joaquim Icart i Leonila             | Q11928099 |                                                                      | escriptor traductor                                                                            |        |
| Jordi Costa i Mosella               | Q11928288 | empresari espanyol                                                   | empresari                                                                                      |        |
| Josep Maria Casas Boladeras         | Q11928671 | escriptor espanyol                                                   | escriptor                                                                                      |        |
| Josep Maria Dexeus i Trias de Bes   | Q11928684 | metge català                                                         | metge ginecòleg                                                                                |        |
| Núria Folch i Pi                    | Q11939105 | Editora catalana                                                     | editor                                                                                         |        |
| Octavio Pérez-Vitoria Moreno        | Q11939239 |                                                                      | jurista advocat                                                                                |        |
| Patrick O'Meara                     | Q11940508 | escriptor britànic                                                   | escriptor                                                                                      |        |
| Pere Carbó i Casañas                | Q11940938 |                                                                      | empresari                                                                                      |        |
| Roser Soliguer i Valls              | Q11946312 | pedagoga espanyola                                                   | pedagog                                                                                        |        |
| Ramon Amigó Anglès                  | Q16166002 | Escriptor català (1925-2011)                                         | escriptor professor de català                                                                  |        |
| Harry Vernon Tozer                  | Q17300787 |                                                                      | titellaire                                                                                     |        |
| Emili Giralt i Raventós             | Q19256723 | historiador i professor català                                       | historiador catedràtic                                                                         |        |

#### Entitats
Informació actualitzada per un bot. Els canvis manuals es perdran quan s'actualitzi!
| Entitat                                    | Wikidata  | Descripció                                 | Imatge |
| ------------------------------------------ | --------- | ------------------------------------------ | ------ |
| Teatre-Museu Dalí                          | Q1143722  | museu de Figueres, dedicat a Salvador Dalí |        |
| Sícoris Club                               | Q6127414  | Club esportiu de Lleida                    |        |
| Els Nostres Clàssics                       | Q9051022  | Col·lecció de literatura clàssica          |        |
| Esbart Dansaire de Rubí                    | Q11919684 | esbart dansaire                            |        |
| Grup Catalònia                             | Q11924745 |                                            |        |
| Institució Bíblica Evangèlica de Catalunya | Q11926697 |                                            |        |
| L'Arc de Berà                              | Q11930057 | empresa distribuïdora de llibres           |        |
| La Cuadra de Sevilla                       | Q11930455 |                                            |        |
| Orquestra Maravella                        | Q11939568 |                                            |        |
| Societat Musical La Unió Filharmònica      | Q11950018 |                                            |        |
| Colla Sardanista Violetes del Bosc         | Q16189041 |                                            |        |